# Darkspore
DarkSpore é um RPG eletrônico de ação, desenvolvido pela Maxis e publicado pela Electronic Arts exclusivamente para a plataforma Windows, lançado em 26 de abril (América do Norte) e 28 de abril (Europa) de 2011. Possuindo elementos de multijogador, DarkSpore traz uma nova versão mais avançada do sistema de criação e edição de criaturas presente em seu antecessor, Spore. No dia 1 de dezembro, foi anunciado que ira fechar as portas do jogo, precisamente em 1 de março de 2016.

## História
Por eras os Crogenitors, uma avançada e antiga civilização, governou a galáxia transformando e remodelando planetas e formas de vida. Durante uma série de experimentos científicos avançados, eles criaram cinco tipos diferentes de DNA, entre eles um poderoso tipo específico chamado E-DNA. Um cientista do planeta Verdanth chamado Sage descobriu como o E-DNA era instável e perigoso, e antes mesmo de conseguir avisar os Crogenitors, mutantes geneticamente modificados com do E-DNA se espalharam por todo o seu planeta natal como uma praga, criando a primeira raça de Darkspore.
Sage fugiu do planeta usando uma nave dos Crogenitors. Ele procurou voltar algum dia ao seu planeta na tentativa de resolver os problemas, reconstruindo seu arsenal de armas para manipular a vida novamente, principalmente plantas. Isso fez Sage ficar conhecido como Sage: The Life Forester. Os mutantes Darkspore logo se espalharam e trabalharam seu caminho para as ruínas do planeta Nakto, onde um Crogenitor chamado Zelem e seu parceiro Vex, que ganhou o título de Vex: The Chrono-shifter depois de um experimento que lhe garantiu uma habilidade de manipular o espaço-tempo, tentaram lutar contra os mutantes, mas não conseguiram. Os mutantes Darkspore haviam tomado controle do laboratório principal que eles trabalhavam, mas antes de seu estranho desaparecimento, Zelem montou uma campo artificial de gravidade que transformou as ruínas de seu planeta natal em uma aglomerado de ilhas flutuantes, que passaram a ser conhecidas como Zelem's Nexus.
Um milênio depois que os mutantes de Darkspore conquistaram o planeta Zelem's Nexus, um computador avançado dos Crogenitors foi capaz de obter e realizar modificações no E-DNA após muitos anos de pesquisas. O supercomputador, chamado HELIX, adquiriu informações do desenvolvimento dos mutantes por toda a galáxia. O objetivo então passou a ser a criação de um exército de heróis geneticamente modificados com o E-DNA alterado para limpar a galáxia dos mutantes de Darkspore.
Desde então, vários exércitos de heróis Crogenitor exploram a galáxia visitando diversos planetas, passando por todo tipo de batalha contra os mutantes do Darkspore na tentativa de salvar a vida e impedir que as criaturas de outros planetas se tornem escravos mutantes como os outros.

## Jogabilidade
O jogo tem uma jogabilidade parecida com os outros RPGs do tipo como Torchlight e Diablo, onde os controles se resumem no uso de cliques para explorar o cenário e atacar inimigos, e teclas para usar habilidades especiais. O jogador faz o uso de um esquadrão composto por 3 heróis diferentes, controlando apenas um por vez, mas sendo possível alternar entre eles. A habilidade de montar e controlar diferentes heróis em um esquadrão permite o uso de estratégias para diferentes tipos de inimigos, como acontece na maioria dos jogos do gênero onde é possível controlar mais de um personagem. A variação de habilidades de cada herói permite a combinação de poderes, porém, é possível ter uma única habilidade universal chamada squad ability que pode ser usada por qualquer um deles.
Ao todo são 100 heróis diferentes, compostos por 25 heróis alpha heroes e 75 variantes. Cada um dos heróis tem quatro variantes; Alpha, que é a variação principal base, seguido pelos variantes Beta, Gamma e Delta, que são do mesmo tipo e classe, e usam as mesmas armas, mas podem ter uma aparência e atributos únicos, e um adicional de 3 habilidades que são usadas por todos os variantes de um mesmo herói.
Os três principais elementos do jogo são a coleta de itens, personalização de heróis e combate. É possível coletar muitos tipos de itens e partes diferentes para personalizar diferentes tipos de heróis, usando um avançado editor que permite uma completa personalização de cor e modelos (apesar de não ser tão livre quanto o editor do Spore), para então selecionar os melhores e montar um esquadrão para lutar contra os inimigos no planeta seguinte.
Darkspore conta com um avançado sistema de inteligência artificial que permite sempre novas possibilidades pelos cenários. Em um mesmo planeta, diferentes tipos de inimigos irão sempre aparecer em diferentes lugares, e em diferentes situações, com diferentes tipos de itens. Isso permite jogar mais de duas vezes em um mesmo planeta com possibilidades sempre diferentes. O jogo também conta com um sistema de recompensa e risco que oferece uma nova partida ao jogador em um mesmo planeta, em troca de uma recompensa maior e mais satisfatória (dependendo do desempenho na partida anterior). Se o jogador aceitar e jogar mais uma vez, poderá receber um prêmio maior caso consiga vencer, mas irá perder tudo o que ganhou se falhar.
O modo campanha também pode ser jogado em um modo cooperativo com até três amigos diferentes usando os heróis de seu esquadrão.

## Personagens
Em Darkspore, existem muitos tipos de criaturas separadas em grupos e divisões de habilidades. As criaturas são separadas em cinco variações genéticas principais; Bio, Plasma, Quantum, Necro e Cyber.
Os heróis que o jogador pode usar durante o jogo, por sua vez, são separados em três grupos; Ravager, Sentinel, e Tempest.

### Heróis
Os heróis são membros dos Crogenitors, um grande esquadrão de criaturas geneticamente modificadas para batalhas contra os mutantes de Darkspore. Desde que as primeiras pesquisas com o E-DNA mostraram as consequências da contaminação em outros planetas, eles foram enviados em grupos para diversos setores da galáxia, com o objetivo de eliminar todo tipo de forma de vida mutante.
Existem um total de 100 heróis. Cerca de 25 desses heróis são únicos, mas cada um tem 3 variantes genéticos com uma diferente habilidade, além de skills e aparências diferentes. Seus ranks são Alpha, Beta, Gamma e Delta.

### Inimigos
Existem diversos tipos de inimigos no jogo em diferentes planetas. Normalmente, são criaturas mutantes contaminadas, altamente agressivas e com poderes adicionais e únicos. Dependendo do nível do herói que o jogador estiver controlando, eles podem ser desde simples e pequenas criaturas mutantes, a até criaturas enormes com poderes altamente avançados. O principal inimigo do jogo é a raça Darkspore.

#### Inimigos em planetas
São os inimigos mais comuns do jogo. Podem ser encontrados em todos os planetas, ou na maioria deles.

#### Inimigos dos Concursos da Maxis
A Maxis realizou diversos concursos com a comunidade para selecionar criaturas do Spore e usar as mesmas como inimigos no Darkspore. As criaturas de jogadores que estão presentes no jogo são: Death Mollusk, Pterodyne, Tusked Lamprey, Clawed Spectre, Emerald Toxiraptor, Quadrakille, Uklideon, Triocular Scorpiod, Space Barracuda, Lightning Stalker, Raktha, Stegavaar, Ray Shot, Laser Tank, Hypno Mantis, Arachno Striker, Space Barracuda.

#### Chefes
No final da maioria das missões, o jogador irá enfrentar uma criatura chefe. Ela é a mais poderosa e avançada criatura de todo o planeta, e tem habilidades únicas.
- Merak: the Devastator, o Plasma de Cryos.
- Polaris: the Gravity Manipulator, o Quantum de Zelem's Nexus.
- Nashira: the Shadow Void, o Necro de Nocturna.
- Orcus: the Devourer of Life, o Bio de Verdanth.

#### Crogenitors
São as criaturas dos Crogenitors.

## Planetas
Cada missão no jogo é feita em um planeta diferente. Cada planeta é habitado por tipos específicos de criaturas, de acordo com suas variações genéticas.
- Zelem's Nexus - habitado por criaturas do tipo Quantum.
- Nocturna - habitado por criaturas do tipo Necro.
- Cryos - habitado por criaturas do tipo Plasma.
- Verdanth - habitado por criaturas do tipo Bio.
- Infinity - habitado por criaturas do tipo Cyber.
- Scaldron - habitado por todos os tipos de criaturas.